# Halarachne
Halarachne är ett släkte av spindeldjur som beskrevs av George James Allman 1847. Halarachne ingår i familjen Halarachnidae.
Släktet innehåller bara arten Halarachne halichoeri. Halarachne är enda släktet i familjen Halarachnidae.